# Bernice (Luisiana)
Bernice é uma cidade  localizada no estado americano de Luisiana, na Paróquia de Union.

## Demografia
Segundo o censo americano de 2000, a sua população era de 1809 habitantes. 
Em 2006, foi estimada uma população de 1689, um decréscimo de 120 (-6.6%).

## Geografia
De acordo com o United States Census Bureau tem uma área de 
8,2 km², dos quais 8,2 km² cobertos por terra e 0,0 km² cobertos por água. Bernice localiza-se a aproximadamente 64 m acima do nível do mar.

## Localidades na vizinhança
O diagrama seguinte representa as localidades num raio de 24 km ao redor de Bernice. 